# The Scarlet Pimpernel (film 1917)
The Scarlet Pimpernel  è un film muto del 1917 diretto da Richard Stanton.
La sceneggiatura è il primo adattamento cinematografico del lavoro teatrale The Scarlet Pimpernel - firmato dalla baronessa Orczy e da Montague Barstow - che fu presentato a Broadway nel 1910, interpretato da Fred Terry e Julia Neilson. La pièce a sua volta era tratta dal romanzo La Primula Rossa della Orczy. Nel 1934, il regista Harold Young diresse un remake che venne distribuito in Italia con il titolo La Primula Rossa. Il film, prodotto dalla London Film Productions, era interpretato da Leslie Howard e da Merle Oberon

## Trama
All'epoca del Terrore, durante la rivoluzione, per i nobili francesi destinati alla ghigliottina resta un'ultima speranza: quella di essere salvati dalla Primula Rossa, un eroe misterioso che nessuno conosce. La Primula, in realtà, è un aristocratico inglese, Sir Percy Blakeney, noto ai più per i suoi comportamenti blasé e frivoli. Con un atteggiamento snob e superficiale, Sir Percy inganna tutti i suoi compatrioti e anche gli agenti francesi che cercano di scoprire l'identità del loro temuto nemico. Percy inganna pure sua moglie Marguerite, convinta di aver sposato un dandy imbelle e codardo. Dovrà ricredersi quando Percy salva lei e suo fratello dalle trame di Chauvelin, il nuovo ambasciatore francese alla corte d'Inghilterra, che ha ordito un tranello per ingannare la donna e per farsi aiutare da lei a catturare la Primula.

## Produzione
Il film fu prodotto dalla Fox Film Corporation.

## Distribuzione
Distribuito dalla Fox Film Corporation, il film - presentato da William Fox - uscì nelle sale cinematografiche statunitensi il 4 novembre 1917.